# Lázaro Jiménez Aquino
Lázaro Cuauhtémoc Jiménez Aquino (28 de abril de 1973) es un político mexicano, miembro del Partido Revolucionario Institucional (PRI). Ha sido entre varios cargos, diputado federal en 2021.

## Biografía
Lázaro Jiménez Aquino es licenciado en Derecho egresado de la Benemérita Universidad Autónoma de Puebla (BUAP) y cuenta además con una maestría en Ciencias Políticas y un diplomado en Liderazgo y Organización por The Gallup Group. Es miembro del PRI desde 1987.
De 1998 a 1999 fue asesor de la secretaría general de la BUAP, en 1999 fue coordinador de Asuntos Jurídicos del Comité Directivo Estatal del PRI en Puebla y en 2000 candidato a diputado federal, no habiendo logrado el triunfo. Entre 2000 y 2004 fue presidente del Frente Juvenil Revolucionario en Puebla y simultáneamente, de 2002 a 2005 fue regidor del Ayuntamiento de Puebla, cuando lo encabezaba el panista Luis Paredes Moctezuma.
Al término de dicho cargo, se incorporó al gobierno del estado encabezado por Mario Marín Torres, en donde ocupó los cargos de subsecretario de Desarrollo Social de 2005 a 2006, y subsecretario de Transporte de 2007 a 2011.
De 2015 a 2019 ocupó el cargo de delegado del comité ejecutivo nacional del PRI en funciones de presidente estatal en Campeche y de 2018 a 2021 fue consejero político nacional del partido. Desde 2021 presidente el Instituto de Capacitación Política Jesús Reyes Heroles.
En 2021 fue electo diputado federal por la vía de la representación proporcional a la LXV Legislatura, en ella fue secretario de la comisión de Federalismo y Desarrollo Municipal; así como integrante de las comisiones de Educación; y de Reforma Político-Electoral.
El 2 de diciembre de 2021 solicitó y obtuvo licencia como diputado federal; en consecuencia fue llamado al cargo su suplente, Fernando Reina Iglesias, quien es conocido por ser esposo de la conductura de televisión Galilea Montijo y haber sido señalado en las semanas previas en comentarios mediáticos por supuestas relaciones con narcotraficantes.